# 아멜리 노통브
아멜리 노통브(Amélie Nothomb, 1967년 7월 9일 ~ )는 프랑스에서 활동하는 벨기에 작가이다. 잔인함과 유머가 탁월하게 어우러진 작품으로 현대 프랑스 문학에 커다란 반향을 일으켰다.

## 생애
아멜리 노통브는 1967년 벨기에 에테르베크(Etterbeek)에서 태어났다. 전통적인 벨기에 정치가 집안 출신이다. 벨기에 외무부 장관이자 하원 의장이었던 샤를-페르디낭 노통브(Charles-Ferdinand Nothomb) 남작의 조카손녀이자, 시인이자 정치가인 피에르 노통브(Pierre Nothomb) 남작의 증손녀이다. 외교관이었던 아버지를 따라 두 살 때부터 3년간 일본 고베에서 살았고(아멜리 노통브 본인은 고베에서 태어났다고 주장한다), 이후 중국, 미국, 방글라데시, 버마, 라오스 등지에서 유년기와 청소년기를 보냈다. 브뤼셀 리브레 대학교 철학과를 졸업하였다.
1992년 25세에 쓴 첫 소설 『Hygiene de l'Assassin(살인자의 건강법/살인자의 위생학)』의 원고를 처음에는 갈리마르 출판사에 투고했으나, 솔레르스는 다음과 같은 이유에서 간단히 출판을 거절하였다고 한다.
| “ | 남이 써준 소설을 출판할 수는 없다. | ” |

알벵 미셸에서 출간된 이 책은 천재의 탄생이라는 비평계의 찬사를 받으며 10만 부가 넘게 팔리는 상업적인 성공을 거두었다.
이후 발표하는 작품들마다 대성공을 거두며 문학계에 확고한 입지를 굳힌 그녀는 자칭 "글쓰기광"으로서 현재 브뤼셀과 파리를 오가며 집필에 전념하고 있다.
노통브의 이름을 처음으로 한국에 알린 『사랑의 파괴』(1993년)는 외교관의 자제로서 중국에서 보낸 유년 시절의 체험을 바탕으로 하고 있는 소설로, 주인공이 일곱 살에 이미 사랑의 파괴적 본질을 깨닫는 과정을 그려낸 노통브식 교양소설이다. 파리 프르미에르 상을 받은 『오후 네 시』(1995년)는 그녀의 이야기 중 가장 명료하고 이해하기 쉬운 작품으로, 부조리 단막극 같은 단순하고 우화적인 구성을 통해 인간 내면의 모순과 열정을 형상화하고 있다.
공쿠르 상 후보에 올랐던 『시간의 옷』(1996년)은 거의 대화로만 이루어진 소설로, 세계사의 질서에 대해 경쾌하고 장난스러운 야유를 퍼붓고 있다. 프랑스 학술원 소설 대상을 받은 『두려움과 떨림』(1999년)은 그녀의 대표작이다. 일본의 종합 상사를 무대로 주인공이 적대적인 환경 속에서 갖은 실수 끝에 완전한 무능의 경지에 떨어지는 과정을 희극적으로 묘사하고 있다. 노통브의 다른 작품들로는 『불쏘시개』(1995년) 등이 있다. 그 밖에도 아랭 푸르니에 상, 샤르돈 상, 보카시옹 상, 독일 서적상, 르네팔레 상을 받았다.

## 작품

### 소설
- 1992년 《Hygiène de l'assassin(살인자의 건강법/살인자의 위생학)》
- 1993년 《Le Sabotage amoureux(사랑의 파괴)》
- 1995년 《Les Catilinaires(오후 네시/반박)》
- 1996년 《Péplum(의상/시간의 옷/페플로스)》
- 1997년 《Attentat(공격/침범)》
- 1998년 《Mercure(머큐리/수성)》
- 1999년 《Stupeur et tremblements(Fear And Trembling/두려움과 떨림)》
- 2000년 《Métaphysique des tubes(이토록 아름다운 세 살/튜브의 형이상학)》
- 2001년 《Cosmétique de l'ennemi(적의 화장법)》
- 2002년 《Robert des noms propres(The Book of Proper Names/로베르 인명사전)》
- 2003년 《Antéchrista(앙테크리스타)》
- 2004년 《Biographie de la faim(The Life of Hunger/배고픔의 자서전/배고픔의 이력)》
- 2005년 《Acide sulfurique(황산)》
- 2006년 《Journal d'Hirondelle(제비 일기)》
- 2007년 《Ni d'Eve nid'Adam(아담도 이브도 없는)》
- 2008년 《Le Fait du prince(왕자의 특권)》
- 2009년 《Le Voyage d'hiver(겨울 여행)》
- 2010년 《Une forme de vie(삶의 형체)》
- 2011년 《Tuer le père(아버지 죽이기)》
- 2012년 《Barbe bleue(푸른수염)》
- 2014년 《Petronille(샴페인 친구)》
- 2015년 《Le Crime du comte Neville(느빌 백작의 범죄)》
- 2016년 《Riquet à la houppe(추남, 미녀)》
- 2017년 《Frappe-toi le cœur(너의 심장을 쳐라)》
- 2018년 《Les Prénoms épicènes》
- 2019년 《Soif(갈증)》
- 2020년 《Les Aérostats》
- 2021년 《Premier sang》

### 희곡
- 1994년 《Les Combustibles(불쏘시개)》

### 작품의 영화화
- 1999년 《Hygiene de l'Assassin(살인자의 건강법/살인자의 위생학)》
- 2003년 《Stupeur Et Tremblements(Fear And Trembling/두려움과 떨림)》

### 수상 내역
- 알랭푸르니에상
- 샤르돈상
- 보카시옹상
- 독일 서적상
- 르네팔레상: 《Hygiene de l'Assassin(살인자의 건강법/살인자의 위생학)》
- 파리 프르미에르상: 《Les Catilinaires(오후 네시/반박)》
- 1999년 아카데미 프랑세즈 소설 대상: 《Stupeur et tremblements(두려움과 떨림)》
- 2021년 르노도상: 《Premier sang》